# Liste der Brücken in Berlin/A

## Erläuterung
- (Musterbrücke) = in Klammern gesetzt: namenlose Brücken.
- Musterbrücke = kursiv gesetzt: ehemalige Brücken. (Siehe ausführlich: Aufbau der Listen)

| Fotografie                               | Name der Brücke                                                              | Ortsteil               | Anmerkungen | Lage   |
| ---------------------------------------- | ---------------------------------------------------------------------------- | ---------------------- | --- | ------ |
|                                          | Aalemannkanalbrücke                                                          | Hakenfelde             | Die Fuß- und Radwegbrücke führt den Radfernweg Berlin–Kopenhagen, den Havelradweg und die Königin-Luisen-Route über den Aalemannkanal. Die barrierefreie Schrägseilbrücke hat eine Länge von 67,59 m, inklusive aller Rampen von 156,50 m. Die zentrale Brücke über dem Kanal ist über vier konfektionierte Stahlvollstäbe mittels vorgespannten Zugstäben an einem 24,00 m hohen A-Pylon angehängt. Sie wurde am 8. Juli 2010 für den Verkehr freigegeben. | Karten |
|                                          | Abteibrücke                                                                  | Alt-Treptow            | Die Abteibrücke gilt als erste Stahlbetonbrücke Deutschlands und führt im Berliner Ortsteil Alt-Treptow als Fußgängerüberweg auf die in der Spree liegende Insel der Jugend. Sie wurde 1916 fertiggestellt und ersetzte eine Fähre, die Besucher auf die Spreeinsel brachte. Die Brücke steht unter Denkmalschutz. | Karten |
|                                          | Achenbachbrücke (1)                                                          | Moabit                 | Die Achenbachbrücke aus dem Ende des 19. Jh. führte die Straße über die Spree. Sie erhielt ihren Namen zu Ehren des preußischen Politikers Heinrich von Achenbach. Es war ein gusseiserner Brückenbogen mit steinernen Stützen und einem eisernen Querriegel über der Mitte des Bogens. Sie wurde im Zweiten Weltkrieg zerstört und danach durch den Wullenwebersteg ersetzt. | Karten |
|                                          | Achenbachbrücke (2)                                                          | Tempelhof              | Die 1904–1906 errichtete Brücke war eine Fachwerkbogenbrücke aus genieteten Eisenteilen, die die Colditzstraße über den Teltowkanal führte. Das Bauwerk wurde am Ende des Zweiten Weltkriegs durch die Wehrmacht zerstört und danach nicht wieder aufgebaut. Erst 1957/1958 entstand an gleicher Stelle die Colditzbrücke, eine Stahlbeton-Bogenkonstruktion mit aufgeständerter vorgespannter Fahrbahnplatte. |        |
| Adalbertbrücke, 1905                     | Adalbertbrücke                                                               | Mitte                  | Die frühere Adalbertbrücke überquerte den Luisenstädtischen Kanal in Höhe der Adalbertstraße. Sie wurde in den Jahren 1903 und 1904 nach Entwürfen von Ludwig Hoffmann errichtet. Das Bild zeigt die Brücke im Jahr 1905. Bei der teilweisen Zuschüttung des Kanals wurde die Brücke 1927 abgerissen. | Karten |
| Adlerbrücke im Jahr 2009                 | Adlerbrücke                                                                  | Tiergarten             | Die Adlerbrücke ist eine 11,55 m lange und 3,25 m breite Fußgängerbrücke im Großen Tiergarten. Sie führt im südlichen Parkbereich im Eck zwischen der Hofjägerallee und der Tiergartenstraße einen Parkweg über einen Wasserlauf. Sie besteht aus einem stahlbetonierten Einfeldträger. Ihr Baujahr ist unbekannt. Den Namen trägt sie nach zwei markanten Adlerskulpturen, die wasserseitig in der Geländermitte angebracht sind. An den Adlerfiguren befindet sich ein kleines Metallschild mit der Gravur: Restaurierung Kunstschmiede Harri-F. Lustig. | Karten |
| Adlershofer Brücke im Bau (2006)         | Adlershofer Brücke                                                           | Köpenick               | Die Adlershofer Brücke führt die Spindlersfelder Straße im Zuge der Tangentialen Verbindung Ost über die Ottomar-Geschke-Straße. Sie besteht aus zwei Bauwerken in Fahrtrichtung Nord und Süd und verläuft 20 Meter östlich parallel zur Eisenbahnbrücke in Adlershof, die Ortsteilgrenze liegt an der Ostseite der Eisenbahnbrücke. Die Brücke wurde im August 2007 für den Verkehr freigegeben. | Karten |
|                                          | Adolf-Kiepert-Steg                                                           | Marienfelde            | Der Adolf-Kiepert-Steg ist eine Fußgänger- und Radfahrerbrücke, die im Verlaufe eines Grünzuges zwischen Nahmitzer Damm und Schichauweg über die mittlerweile stillgelegten Industriebahngleise des ehemaligen Güteraußenrings führt. | Karten |
|                                          | Admiralbrücke                                                                | Kreuzberg              | Die Admiralbrücke überspannt den Landwehrkanal in Berlin-Kreuzberg. Sie wurde 1882 durch Georg Pinkenburg als Bogenbrücke errichtet und ist heute die älteste schmiedeeiserne Brücke über den Landwehrkanal. Die Brücke wurde nach der anliegenden Admiralstraße benannt. Heute steht die Admiralbrücke vor allem wegen ihrer schmiedeeisernen Geländer aus der Werkstatt von Eduard Puls unter Denkmalschutz. | Karten |
| westlicher Brückenabschnitt              | (Ahrensfelder Platz, Fußgängerbrücke)                                        | Marzahn                | Der namenlose Fußgängersteg überspannt die Bahngleise der Wriezener Bahn und die Märkische Allee. Er hat einen Zugang zum S-Bahnhof Ahrensfelde und verbindet die Wohngebiete westlich der Bahntrasse mit der Havemannstraße. Er ist überdacht, 141 Meter lang und etwa 4 Meter breit. | Karten |
|                                          | Alemannenbrücke                                                              | Nikolassee             | Die Alemannenbrücke führt die Alemannenstraße über die AVUS. | Karten |
|                                          | Alfred-Lion-Steg                                                             | Schöneberg / Tempelhof | Der Alfred-Lion-Steg ist eine Fußgänger- und Radfahrer-Brücke, die im Verlauf der Hertha-Block-Promenade (Ost-West-Grünzug) über die Dresdener und Anhalter Bahn führt. Die nach dem in Schöneberg geborenen Jazz-Plattenproduzenten Alfred Lion benannte Brücke wurde am 8. November 2012 dem Verkehr übergeben. | Karten |
|                                          | Allee der Kosmonauten – Brückenkomplex                                       | Marzahn                | Eine mehrteilige Konstruktion zur Überquerung von Bahnanlagen und einer Straße. siehe Liste der Brücken in Berlin/B | Karten |
|                                          | Alsenbrücke (Berlin-Wannsee)                                                 | Wannsee                | Die Alsenbrücke wurde 1906 im Zuge der Errichtung des Prinz-Friedrich-Leopold-Kanals erbaut. Sie ist die einzige Verbindung von Wannsee zur Ortslage Steinstücken und führt in Richtung Potsdam. Im Zuge der Wiedervereinigung wurde die Brücke aufgrund des erhöhten Verkehrsaufkommens durch einen Neubau ersetzt. Sie liegt im Zuge der Kohlhasenbrücker Straße und überquert bei einer Länge von 47 Metern den (hier) 30 Meter breiten Griebnitzkanal zwischen Pohle- und Stölpchensee. | Karten |
|                                          | Alsenbrücke (Berlin-Moabit)                                                  | Tiergarten             | Die Alsenbrücke im Zentrum von Berlin nahe dem früheren Lehrter Bahnhof war eine eiserne Mehrgewölbe-Brücke zur Überquerung der Spree und des südlichen Bereiches des Humboldthafens. Die erste Brücke entstand 1858, danach erfolgten Ersatzbauten. Die zuletzt 1928 fertiggestellte dritte Brücke besaß keine südliche Anbindung zur Alsenstraße und war damit keine Spreebrücke mehr. Das neue Bauwerk hieß zuerst Hugo-Preuß-Brücke, ab 1933 Admiral-Scheer-Brücke. Am Ende des Zweiten Weltkriegs zerstört, wurde diese Straßenbrücke rund 50 Jahre lang nicht wieder aufgebaut. Erst im Jahr 2002 ließ die Berliner Senatsverwaltung eine neue Straßenbrücke an der alten Stelle errichten, die bei ihrer Einweihung im Jahr 2005 den alten Namen Hugo-Preuß-Brücke neu verliehen bekam. | Karten |
|                                          | Alsensteg                                                                    | Moabit                 | eine inoffizielle Bezeichnung für die Gustav-Heinemann-Brücke | ---    |
|                                          | Alte Wassertorbrücke                                                         | Kreuzberg              | Sie verband das Luisenufer (seit 1947 Legiendamm) an der Gitschiner Straße mit dem Elisabethufer (seit 1947 Leuschnerdamm) an der Skalitzer Straße über den Luisenstädtischen Kanal und wurde nach dessen Zuschüttung beseitigt. |        |
| Oppenbrücke 1906                         | Altglienicker Brücke (Oppenbrücke)                                           | Adlershof              | Die Altglienicker Brücke wurde am 14. Oktober 1950 neu eingeweiht. Sie führte die Köpenicker Straße über den Teltowkanal. Bis zum Ende des Zweiten Weltkrieges bestand hier die Oppenbrücke aus dem Jahr 1906, benannt nach Hans von Oppen (1837–1901), einem Mitglied der Teltow-Kanal-Baukommission. Nach Kriegszerstörungen wurde die stählerne Fachwerkbrücke wieder aufgebaut. 1993 wurde sie wegen Baufälligkeit gesperrt und ist seither funktionslos und abgesperrt. Sie wird seit 1995 mittels der nebenliegenden Altglienicker Behelfsbrücke (siehe unten) umgangen. Auf der Brücke liegen die Gleise der ehemaligen Straßenbahnlinie 84, die von Friedrichshagen nach Altglienicke führte. | Karten |
| Altglienicker Behelfsbrücke im Jahr 2009 | Altglienicker Behelfsbrücke                                                  | Adlershof              | Die Balkenbrücke wurde 1995 als sogenannte „Behelfsbrücke (USTH)“ (USTH = umsetzbare Stahlhochstraße) als Ersatz für die baufällige Altglienicker Brücke gebaut. Sie führt die Köpenicker Straße über den hier 40 Meter breiten Teltowkanal (Kilometer 35,80) und verbindet Adlershof mit Altglienicke. Im Jahr 2003 musste auch die provisorische Brücke vorübergehend gesperrt werden, da sie nicht die erforderliche Mindesthöhe aufwies. Die Anhebung um rund 80 cm kostete 750.000 Euro. Amtlich ist der Name Altglienicker Brücke (Teltowkanal). Die Straßenführung ist auf diese Behelfsbrücke ausgerichtet, während die noch bestehende ursprüngliche 75 Meter lange Brücke (Oppenbrücke) westwärts weiterhin vorhanden ist, aber nicht in der Straßenführung liegt. | Karten |
|                                          | Altkanzlerstraßenbrücke                                                      | Zehlendorf             | Die Altkanzlerstraßenbrücke führt die Altkanzlerstraße über die im Einschnitt verlaufende Trasse der U-Bahn-Linie U3. Ihren Namen trägt sie nach der über sie verlaufenden Straße, die im Jahr 1927 den Namen zu Ehren von Otto von Bismarck erhielt. | Karten |
|                                          | Anna-Nemitz-Brücke                                                           | Baumschulenweg         | Die Anna-Nemitz-Brücke führt an der Autobahnanschlussstelle Späthstraße die Neue Späthstraße über die A 113 unmittelbar östlich der Neuen Späthbrücke am Teltowkanal. Das Bauwerk wurde als einfeldrige Deckbrücke mit einer Stützweite von ca. 33 m als Stahlverbundkonstruktion ausgeführt. Die Brücke trägt seit ihrer Verkehrsfreigabe am 18. Dezember 2002 den Namen Anna-Nemitz-Brücke, benannt nach der Politikerin Anna Nemitz. | Karten |
|                                          | Anhalter Steg                                                                | Kreuzberg              | Der Anhalter Steg ist eine Fußgängerbrücke über den Landwehrkanal in Berlin-Kreuzberg zwischen der Möckernbrücke und der Schöneberger Brücke. Er verbindet seit Februar 2001 das Gelände des Deutschen Technikmuseums Berlin mit dem gegenüberliegenden Halleschen Ufer bis hin zum Gelände des ehemaligen Anhalter Bahnhofs. | Karten |
|                                          | Aristide-Briand-Brücke                                                       | Tegel                  | Die Aristide-Briand-Brücke führt das Westende des Charles-Corcelle-Rings über die A 111, die in diesem Bereich noch parallel zum Kurt-Schumacher-Damm verläuft. Die Brücke ist benannt nach dem ehemaligen französischen Ministerpräsidenten und Friedensnobelpreisträger Aristide Briand. | Karten |
|                                          | Arkenberger Brücke                                                           | Blankenfelde           | Die Arkenberger Brücke (Straßennummer 49714) führt die Zubringerstraße zur Bauschuttdeponie Arkenberge zwischen Möllersfelder Weg und Badesee Arkenberge über den Blankenfelder Graben, einen vormaligen Rieselfeldableiter zum Nordgraben. Die Brücke liegt im Zuge der bislang Bauernweg genannten Privatstraße, die 2013 in „Straße nach Arkenberge“ umbenannt wurde. | Karten |
|                                          | August-Druckenmüller-Brücke                                                  | Schöneberg             | Die August-Druckenmüller-Brücke führt den Sachsendamm über die Stadtautobahn A 100. Sie ist nach dem Ingenieur und Stahlbaufabrikanten August Druckenmüller benannt. | Karten |
|                                          | Augustabrücke                                                                | Tiergarten             | Die Augustabrücke wurde 1869 von Julius Ludwig Quassowski als Verlängerung der Linkstraße über den Landwehrkanal erbaut. Sie diente als Straßenverbindung zwischen dem Potsdamer Bahnhof und dem Potsdamer Güterbahnhof. Im Rahmen der Planungen zur Nord-Süd-Achse wurde sie 1943 abgerissen. | Karten |
|                                          | (Autobahnbrücke), A 117 Dorfplatz                                            | Bohnsdorf              | Die namenlose Brücke führt die A 117 (Zubringer Treptow) über den Dorfplatz. |        |
|                                          | (Autobahnbrücke), Jakob-Kaiser-Platz                                         | Charlottenburg         | Das Stahlbetonbauwerk besteht aus zwei getrennt leicht versetzt angeordneten Brückenteilen westlich des Platzes. Es führt den Verkehr der Stadtautobahn A 111 bogenförmig über den darunter kreuzenden Siemensdamm. Der westliche Brückenteil ist rund 140 m lang, der östliche etwa 100 Meter. | Karten |
|                                          | (Autobahnbrücke), A100 Handjerystraße                                        | Friedenau              | Die namenlose Brücke führt den Berliner Stadtring (A 100) über die Handjerystraße. | Karten |
|                                          | (Autobahnbrücke), A 100/A 113, Dreieck Neukölln, Neuköllner Schiffahrtskanal | Neukölln               | Die namenlose Brücke führt den Berliner Stadtring (A 100) und Anschlussstellen des Dreiecks Neukölln über den Neuköllner Schiffahrtskanal. Das gesamte Bauwerk besteht aus sechs Brücken, die in vier Ebenen verlaufen. Die Hauptbrücke trägt die Autobahntrasse, während fünf weitere Brücken Anschlussstellen bilden, die teils die nach dem Kreuz beginnende A 113 anbinden. Die Stahlkonstruktionen haben eine Länge von 136 bis 185 Metern und wurden zwischen 1997 und 2004 gebaut. Die Brücken liegen zwischen dem Hafen Britz-Ost und dem Hafen Neukölln. Unmittelbar nördlich folgt die Grenzalleebrücke. | Karten |
|                                          | (Autobahnbrücke), A 113, Britzer Verbindungskanal                            | Neukölln               | Die namenlose Bogenbrücke mit aufgehängter Brückentafel wurde 2001/2002 aus Stahl (Bogen) und Stahlbeton (Fahrbahnplatte) als Teil der A 113 erbaut. Die Spannweite beträgt 112,10 m, die Brückenfläche 3.900 m² und die Überbaubreite 34,74 m. Den Amtsentwurf besorgten Leonhardt, Andrä und Partner (LAP), die Architektur die Planungsgruppe Professor Laage und die Tragswerkplanung Meyer + Schubart. Das Bauwerk überspannt den Britzer Verbindungskanal an dessen Mündung in den Teltowkanal. Gegenüber liegt der Hafen Britz-Ost, von Norden fließt der Neuköllner Schiffahrtskanal zu. | Karten |
|                                          | (Autobahnbrücke), A 113, Rudower Straße                                      | Rudow                  | Jede Richtungsfahrbahn der BAB 113 hat einen eigenen Überbau. Diese wurden als längs vorgespannte Spannbetonplattenbalken in konventioneller Bauweise hergestellt. | Karten |
| Die Brücke im Jahr 2009                  | (Autobahnbrücke), A 113, Teltowkanal                                         | Rudow / Adlershof      | Die namenlose Brücke führt die A 113 über das Ernst-Ruska-Ufer und den Teltowkanal. Die Bundesautobahn verläuft zuvor parallel zum Kanal nach Südosten und schwenkt auf der Brücke nach Süden in Richtung Schönefeld ab. Die zwischen 2002 und 2004 erbaute Balkenbrücke ist als zweifeldrige Trogbrücke in Stahlverbundbauweise ausgeführt. Die Balken bestehen aus Stahl, die Fahrbahnplatte aus Stahlbeton. Die Gesamtlänge beträgt 149,30 m, die Überbaubreite 31,70 m, die Brückenfläche 5240 m², und die Feldweiten liegen zwischen 66,50 und 82,80 m. Auf Höhe der Trogunterseite ist ein Fußgänger- und Radfahrweg in die Westseite der Brücke integriert, der auf gesonderten Kragträgern liegt. Den Amtsentwurf besorgte das Ingenieurbüro Grassl GmbH – Beratende Ingenieure Bauwesen. Die Baukosten betrugen 12,2 Millionen Euro. | Karten |
|                                          | (Autobahnbrücke Abzweig Steglitz), Forckenbeckstraße                         | Schmargendorf          | Die namenlose Brücke führt den Abzweig Steglitz über die Forckenbeckstraße. | Karten |
|                                          | (Autobahnbrücke Abzweig Steglitz), Mecklenburgische Straße                   | Schmargendorf          | Die namenlose Brücke führt den Abzweig Steglitz über die Mecklenburgische Straße. | Karten |
|                                          | (Autobahnbrücke), A111 Hermsdorfer Damm                                      | Tegel                  | Die namenlose Brücke führt die A111 über den Hermsdorfer Damm. | Karten |
|                                          | (Autobahnbrücke), A111 Waidmannsluster Damm                                  | Tegel                  | Die namenlose Brücke führt die A111 über den Waidmannsluster Damm. | Karten |
|                                          | (Autobahnbrücke), A100 Blissestraße                                          | Wilmersdorf            | Die namenlose Brücke führt den Berliner Stadtring (A 100) über die Blissestraße. | Karten |
|                                          | (Autobahnbrücke), Teltowkanal, alte Brücke                                   | Zehlendorf             | Die namenlose ehemalige Autobahnbrücke, manchmal nicht offiziell Autobahnbrücke am alten Kontrollpunkt genannt, zwischen Albrechts Teerofen und Dreilinden, führt am Kilometer 5,45 über den Teltowkanal. Der Autobahn-Zubringer der Reichsautobahn 51 von der AVUS zum Berliner Ring wurde, wie auch die Brücke, 1940 eingeweiht. Die Autobahn wird jetzt als A 115 bezeichnet. Sie führte früher kurz hinter dem Zehlendorfer Kleeblatt durch den Forst Dreilinden und die Parforceheide. Die Autobahn bewältigte zu DDR-Zeiten als Anschluss an die A 2 von bzw. nach Helmstedt auch den Großteil des Transitverkehrs. Als 1969 der neue Grenzkontrollpunkt Dreilinden fertiggestellt wurde, bekam die A 115 einen neuen Verlauf. Das Bauwerk steht als Dokument der deutschen Teilung unter Denkmalschutz und wird als Fuß- und Radweg genutzt. Auf Berliner Seite gibt es wegen der Nutzung jedoch Bedenken, da die Brücke als Verkehrsweg längst entwidmet ist. Das Betreten erfolgt auf eigene Gefahr. Die Landesgrenze zwischen Berlin und Brandenburg ist genau in der Mitte der Brücke. | Karten |